# Slim Cessna's Auto Club
Le Slim Cessna's Auto Club est un groupe de rock alternatif et country alternative de Denver dans le Colorado (États-Unis).

## Historique
Le groupe a été formé en 1993 par Slim Cessna, un ancien membre des The Denver Gentlemen avec David Eugene Edwards, l'ancien leader des 16 Horsepower. Il accueille de nombreux membres des groupes du Denver Sound, tels que Jay Munly, Ordy Garrison de Woven Hand. Leur son basé sur la musique country, le rock, et le gospel, est parfois qualifié de country gothique en raison, entre autres, de textes reprenant une imagerie religieuse.

## Discographie
- 1995 : Slim Cessna's Auto Club
- 1998 : American Country Music Changed Her Life
- 2000 : Always Say Please and Thank You
- 2004 : The Bloudy Tenent Truth Peace
- 2005 : Jesus Let Me Down (en concert)
- 2008 : Cipher
- 2010 : Buried Behind the barn
- 2011 : Unentitled
- 2012 : SCAC 20th Anniversary (volumes 1 à 5)
- 2013 : SCAC 102: An Introduction for Young And Old Europe